# Winscombe (Somerset)
Winscombe ist ein Dorf im District North Somerset in der Grafschaft Somerset, Südwestengland.

## Geographie
Winscombe liegt etwa 23 km südwestlich von Bristol in den Mendip Hills. Auf dem Gemeindegebiet entspringt der Lox Yeo River, ein kurzer Nebenfluss des River Axe.

## Geschichte
Spuren von menschlicher Aktivität in der Gegend Winscombe reichen bis ins  Paläolithikum zurück: Beim Anlegen eines Rugbyfeldes wurde ein Faustkeil gefunden, der irgendwann im Zeitraum von vor 300.000–140.000 Jahren hergestellt wurde. Aus dem Neolithikum stammt der Standing Stone Wimblestone, der der Sage nach nachts in der Gegend herumwandert. Aus der Bronzezeit stammt ein Barrow und eine Bronzeaxt aus dieser Zeit wurde gefunden. In der Eisenzeit wurden auf Hügelkuppen in der Nähe zwei Hillforts gebaut: Banwell Camp und Dolebury Warren. Während der Römerzeit entstand im Nachbarort Shipham eine Villa rustica.  Spätestens seit der Zeit der Römer werden in den umliegenden Hügeln Blei, Zink, Ocker und Kalkstein abgebaut.
Urkundlich erwähnt wurde der Ort erstmals im zehnten Jahrhundert: König Edgar soll während seiner Regierungszeit (also 959–975) einer Dame namens Aelfswith 15 hides of land in Winscombe zugeteilt haben. Sie ging später als Nonne in ein Kloster und nach ihrem Tod scheint Glastonbury Abbey als Besitzer dieses Landes auf. Im Domesday Book ist der Ort auch angeführt und war mit 37 verzeichneten Haushalten im Vergleich zu anderen gelisteten Orten überdurchschnittlich groß. Für 1066 ist als Grundherr die Glastonbury Abbey und ein weiterer Lehnsherr verzeichnet, für 1086 neben der Glastonbury Abbey auch Geoffroy de Montbray und drei weitere Lehnsherren. Die Kirche St. James the Great wurde am 26. August 1236 von Bischof Jocelin of Wells eingeweiht. Das Gebäude in seiner aktuellen Form stammt aus dem 15ten Jahrhundert. Die Kirche steht als Grade I listed Building unter Denkmalschutz. Die Glocken der Kirche wurden 1773 von der Familie Bilbie gegossen. 1903 erhöhten zwei neue zusätzliche Glocken die Gesamtzahl auf acht Stück. Mit der Eröffnung einer Station auf der Cheddar Valley and Yatton Railway im Jahr 1869 war der Ort an das Eisenbahnnetz angeschlossen, was neue wirtschaftliche Möglichkeiten bot, da jetzt landwirtschaftliche Produkte und Kalkstein leicht zu einem größeren Abnehmerkreis transportiert werden konnten. 1963 wurde die Linie stillgelegt und heute verläuft auf der ehemaligen Strecke ein Wander- und Fahrradweg.

## Verwaltung
Winscombe gehörte von 1894 bis zur Umsetzung des Local Government Act 1972 zum Axbridge Rural District der Grafschaft Somerset. Von 1974 bis 1996 war es Teil des Distrikt Woodspring im County of Avon. Dieses wurde in einer weiteren Verwaltungsreform 1996 aufgelöst und Woodspring wurde zur eigenständigen Unitary Authority North Somerset, die nur mehr zur zeremoniellen Grafschaft Somerset gehört.